# Giovanni Domenico Maraldi
Giovanni Domenico Maraldi (fr. Jean-Dominique Maraldi, znany też jako Maraldi II, ur. 17 kwietnia 1709 w Perinaldo, zm. 14 listopada 1788 tamże) – astronom urodzony we Włoszech, przez większość życia mieszkający we Francji. Był bratankiem astronoma Giacomo Filippo Maraldiego (Maraldiego I), który był z kolei bratankiem Giovanniego Cassiniego.

## Życiorys
Wyjechał do Paryża w 1727 roku. W 1731 roku został członkiem Królewskiej Akademii Nauk.
We Francji wykonywał pomiary geodezyjne, wykorzystując czasy zaćmień księżyców Jowisza do określania długości geograficznej. Obliczył różnicę długości geograficznych między Greenwich a Paryżem (uzyskał wynik odpowiadający różnicy lokalnego czasu słonecznego o 9m 23s, której współcześnie przyjmowana wartość to 9m 20,93s). Brał także udział w sporządzaniu map Francji razem z Cassinim III. Prowadził regularne obserwacje meteorologiczne oraz brał udział w eksperymencie mającym na celu określenie prędkości dźwięku (1738).
Obserwował komety (C/1742 C1, C/1743 X1, C/1746 P1, kometę Halleya, C/1762 K1, C/1769 P1) i obliczał ich orbity. Obserwował także tranzyty Merkurego i Wenus.
Pomagał w przygotowaniu 25 tomów astronomicznego almanachu „Connaissance des Temps”, a także opublikował katalog gwiazd nieba południowego de Lacaille’a Coelum Australe Stelliferum.
W sierpniu i wrześniu 1746 roku wraz z Jacques’em Cassinim obserwował kometę de Chéseaux (C/1746 P1). W trakcie wrześniowych obserwacji odkrył dwie „zamglone gwiazdy”, jak się później okazało, były to gromady kuliste Messier 15 i Messier 2.
W 1772 wrócił do rodzinnego Perinaldo, gdzie zmarł 14 listopada 1788 roku.
Na cześć Giovanniego Domenico Maraldiego i jego wuja Giacomo Filippo Maraldiego nazwano krater na Księżycu.